# Élections législatives liechtensteinoises de 2017
Les élections législatives liechtensteinoises de 2017 se déroulent le 5 février 2017 afin de renouveler les 25 sièges du Landtag. Malgré un léger recul de son parti au profit de candidats indépendants, le Premier ministre Adrian Hasler, du Parti progressiste des citoyens est reconduit à la tête de son gouvernement de coalition avec l'Union patriotique.

## Système politique et électoral
Le Liechtenstein est une principauté organisée sous la forme d'une monarchie constitutionnelle. 
Le chef d'État est un prince, actuellement Hans-Adam II, qui possède des pouvoirs politiques importants, comprenant un droit de veto. Ces aspects de monarchie directe sont contrebalancés par des éléments de démocratie directe — initiative populaire et référendum — qui font du Liechtenstein le pays d'Europe où celle-ci est considérée comme la plus poussée. 
Le parlement, appelé Landtag, détient le pouvoir législatif. Les 25 députés qui le composent sont élus pour quatre ans au sein de deux circonscriptions, l'Oberland et l'Unterland, comportant respectivement 15 et 10 sièges. Tous les sièges sont pourvus au scrutin proportionnel entre les listes de candidats ayant remporté au moins 8 % des suffrages exprimés au niveau national.
Les électeurs votent en cochant les noms des candidats parmi les différentes listes de noms proposés par les partis. Il y a autant de noms sur chaque liste et chaque citoyen dispose d'autant de votes que de sièges à pourvoir, et un vote pour un candidat équivaut à un vote pour son parti. La répartition proportionnelle se fait ensuite selon la méthode du plus fort reste, en appliquant le quotient dit de Hagenbach-Bischoff. Les sièges attribués aux partis sont ensuite répartis à ceux de leurs candidats ayant recueilli le plus de votes en leur nom.
Depuis 2001, le droit de vote s'acquiert à dix-huit ans. Le vote lui-même est obligatoire. Une amende pouvant atteindre jusqu'à 20 francs suisses frappe les abstentionnistes ne présentant pas une excuse valable (déplacement, maladie, etc.). En pratique, cette amende n'est pas exigée.

## Composition avant le scrutin
| Parti | Parti                           | Sièges |
| ----- | ------------------------------- | ------ |
|       | Parti progressiste des citoyens | 10     |
|       | Union patriotique               | 8      |
|       | Les Indépendants                | 4      |
|       | Liste libre                     | 3      |
| Total | Total                           | 25     |

Composition du Landtag après les élections de 2013.

Le chef du Parti progressiste des citoyens, Adrian Hasler est Premier ministre à la tête d'un gouvernement de coalition avec l'Union patriotique depuis le 27 mars 2013.

## Partis en lice
- Le Parti progressiste des citoyens, (national-conservateur), fondé en 1918 en réaction à la formation du Parti Social-Chrétien du peuple, ancêtre de l'Union patriotique. Il défend une politique conservatrice, voire réactionnaire. Il est implanté dans les milieux agricoles et économiques et est bien ancré dans le clergé. C'est le plus vieux parti liechtensteinois encore en activité.

- l'Union patriotique, (libéral-conservateur), née de la fusion en 1936 du Parti Social-Chrétien du peuple et d'une partie du Service liechtensteinois pour la patrie. Plus libéral, le parti est favorable à une restriction des pouvoirs du Prince de Liechtenstein pour tendre davantage vers une monarchie constitutionnelle, ainsi qu'à davantage de démocratie directe.

- La Liste libre, (centre gauche), fondée en 1985. Le parti se caractérise par une orientation sociale, démocratique et écologique.

- Les Indépendants apparu en 2013 avec à sa tête Harry Quaderer, un ancien parlementaire de l'Union patriotique. Il ne s'agit pas d'un parti au sens traditionnel du terme, Les Indépendants revendiquant pour les membres du Landtag une liberté de vote sur la base de leurs convictions personnelles, n'utilisant la structure d'un parti qu'afin de tirer parti du statut et des avantages qu'il procure. Il ne possède par conséquent pas de programme, même si lors des élections, le parti s'était engagé à rendre le logement abordable et à équilibrer le budget sans augmenter la fiscalité.

## Résultats
L'ensemble des voix en faveur des candidats d'un parti sont comptabilisés comme suffrages pour ce parti, ce qui porte leur nombre à un total bien supérieur au nombre d'électeurs.
|                           |                                       |         |       |      |        |               |  |  |  |
| Parti                     | Parti                                 | Voix    | %     | +/-  | Sièges | +/-           |  |  |  |
|                           | Parti progressiste des citoyens (FBP) | 68 688  | 35,23 | 4,77 | 9      | 1             |  |  |  |
|                           | Union patriotique (VU)                | 65 784  | 33,74 | 0,19 | 8      | en stagnation |  |  |  |
|                           | Les Indépendants (DU)                 | 35 901  | 18,41 | 3,09 | 5      | 1             |  |  |  |
|                           | Liste libre (FL)                      | 24 597  | 12,62 | 1,49 | 3      | en stagnation |  |  |  |
| Total des voix            | Total des voix                        | 194 970 | 100   |      |        |               |  |  |  |
|                           |                                       |         |       |      |        |               |  |  |  |
| Votes valides             | Votes valides                         | 14 768  | 95,82 |      |        |               |  |  |  |
| Votes blancs et invalides | Votes blancs et invalides             | 645     | 4,18  |      |        |               |  |  |  |
| Total des votes           | Total des votes                       | 15 413  | 100   | -    | 25     | en stagnation |  |  |  |
| Abstentions               | Abstentions                           | 4 393   | 22,18 |      |        |               |  |  |  |
| Inscrits/Participation    | Inscrits/Participation                | 19 806  | 77,82 |      |        |               |  |  |  |

Le Premier ministre Adrian Hasler, membre du Parti progressiste des citoyens, est reconduit à la tête d'un gouvernement de coalition avec l'Union patriotique.
| 3  | 8  | 9   | 5  |
| FL | VU | FBP | DU |

### Résultats par circonscription
|            |            |          |          |          |          |               |           |           |           |           |               |       |       |  |
| Parti      | Parti      | Oberland | Oberland | Oberland | Oberland | Oberland      | Unterland | Unterland | Unterland | Unterland | Unterland     | Total | Total |  |
| Parti      | Parti      | Voix     | %        | +/-      | S        | +/-           | Voix      | %         | +/-       | S         | +/-           | Total | Total |  |
|            | FBP        | 47 747   | 33,65    | 5,63     | 5        | 1             | 20 941    | 39,44     | 2,46      | 4         | en stagnation | 9     |       |  |
|            | VU         | 48 789   | 34,39    | 0,16     | 5        | en stagnation | 16 995    | 32,01     | 1,10      | 3         | en stagnation | 8     |       |  |
|            | DU         | 26 452   | 18,64    | 3,89     | 3        | 1             | 9 449     | 17,79     | 0,98      | 2         | en stagnation | 5     |       |  |
|            | FL         | 18 882   | 13,31    | 1,89     | 2        | en stagnation | 5 715     | 10,76     | 0,39      | 1         | en stagnation | 3     |       |  |
| Total      | Total      | 141 870  | 100      |          |          |               | 53 100    | 100       |           |           |               |       |       |  |
|            |            |          |          |          |          |               |           |           |           |           |               |       |       |  |
| Val.       | Val.       | 9 879    | 100      | –        | 15       | en stagnation | 5 534     | 100       | –         | 10        | en stagnation | 25    |       |  |
| Abst       | Abst       | 2 935    | 22,90    |          |          |               | 1 458     | 20,85     |           |           |               |       |       |  |
| Ins./Part. | Ins./Part. | 12 814   | 77,10    | 6 992    | 79,15    |               |           |           |           |           |               |       |       |  |

### Résultats par commune
| Communes     | Parti                                                     | Parti                           | Voix   | %    | +/- |
| ------------ | --------------------------------------------------------- | ------------------------------- | ------ | ---- | --- |
| Vaduz        |                                                           | Parti progressiste des citoyens | 10 798 | 37,8 | 7,2 |
| Vaduz        |                                                           | Union patriotique               | 9 052  | 31,7 | 0,9 |
| Vaduz        |                                                           | Les Indépendants                | 4 498  | 15,7 | 2,8 |
| Vaduz        |                                                           | Liste libre                     | 4 242  | 14,8 | 3,6 |
| Vaduz        | Inscrits : 2 644; Votants : 2 000; Participation : 75,6 % |                                 |        |      |     |
| Balzers      |                                                           | Union patriotique               | 11 386 | 37,7 | 1,0 |
| Balzers      |                                                           | Parti progressiste des citoyens | 9 197  | 30,5 | 5,1 |
| Balzers      |                                                           | Les Indépendants                | 6 006  | 19,9 | 5,1 |
| Balzers      |                                                           | Liste libre                     | 3 606  | 11,9 | 1,0 |
| Balzers      | Inscrits : 2 611; Votants : 2 094; Participation : 80,2 % |                                 |        |      |     |
| Planken      |                                                           | Parti progressiste des citoyens | 1 283  | 40,9 | 4,0 |
| Planken      |                                                           | Union patriotique               | 807    | 25,7 | 0,1 |
| Planken      |                                                           | Les Indépendants                | 552    | 17,6 | 2,7 |
| Planken      |                                                           | Liste libre                     | 493    | 15,7 | 1,3 |
| Planken      | Inscrits : 246; Votants : 216; Participation : 87,8 %     |                                 |        |      |     |
| Schaan       |                                                           | Parti progressiste des citoyens | 10 850 | 33,2 | 4,3 |
| Schaan       |                                                           | Union patriotique               | 10 339 | 31,6 | 0,1 |
| Schaan       |                                                           | Les Indépendants                | 6 131  | 18,8 | 1,9 |
| Schaan       |                                                           | Liste libre                     | 5 350  | 16,4 | 2,3 |
| Schaan       | Inscrits : 3 009; Votants : 2 299; Participation : 76,4 % |                                 |        |      |     |
| Triesen      |                                                           | Union patriotique               | 8 967  | 33,4 | 0,1 |
| Triesen      |                                                           | Parti progressiste des citoyens | 8 670  | 32,3 | 6,7 |
| Triesen      |                                                           | Les Indépendants                | 5 998  | 22,4 | 6,3 |
| Triesen      |                                                           | Liste libre                     | 3 185  | 11,9 | 0,4 |
| Triesen      | Inscrits : 2 578; Votants : 1 866; Participation : 72,4 % |                                 |        |      |     |
| Triesenberg  |                                                           | Union patriotique               | 8 193  | 40,2 | 1,7 |
| Triesenberg  |                                                           | Parti progressiste des citoyens | 6 934  | 34,0 | 4,8 |
| Triesenberg  |                                                           | Les Indépendants                | 3 252  | 16,0 | 4,1 |
| Triesenberg  |                                                           | Liste libre                     | 2 006  | 9,8  | 2,4 |
| Triesenberg  | Inscrits : 1 726; Votants : 1 399; Participation : 81,1 % |                                 |        |      |     |
| Eschen       |                                                           | Parti progressiste des citoyens | 6 046  | 36,3 | 0,4 |
| Eschen       |                                                           | Union patriotique               | 5 414  | 32,5 | 1,9 |
| Eschen       |                                                           | Les Indépendants                | 3 275  | 19,6 | 1,3 |
| Eschen       |                                                           | Liste libre                     | 1 935  | 11,6 | 0,9 |
| Eschen       | Inscrits : 2 254; Votants : 1 736; Participation : 77,0 % |                                 |        |      |     |
| Gamprin      |                                                           | Parti progressiste des citoyens | 2 995  | 43,6 | 3,4 |
| Gamprin      |                                                           | Union patriotique               | 2 023  | 29,4 | 1,0 |
| Gamprin      |                                                           | Les Indépendants                | 1 415  | 20,6 | 1,9 |
| Gamprin      |                                                           | Liste libre                     | 437    | 6,4  | 0,5 |
| Gamprin      | Inscrits : 881; Votants : 715; Participation : 81,2 %     |                                 |        |      |     |
| Mauren       |                                                           | Parti progressiste des citoyens | 6 383  | 43,7 | 2,4 |
| Mauren       |                                                           | Union patriotique               | 4 031  | 27,6 | 1,4 |
| Mauren       |                                                           | Les Indépendants                | 2 447  | 16,7 | 1,0 |
| Mauren       |                                                           | Liste libre                     | 1 749  | 12,0 | 0,1 |
| Mauren       | Inscrits : 2 021; Votants : 1 535; Participation : 76,0 % |                                 |        |      |     |
| Ruggell      |                                                           | Union patriotique               | 3 956  | 39,8 | 6,2 |
| Ruggell      |                                                           | Parti progressiste des citoyens | 3 364  | 33,9 | 7,0 |
| Ruggell      |                                                           | Les Indépendants                | 1 627  | 16,4 | 0,0 |
| Ruggell      |                                                           | Liste libre                     | 983    | 9,9  | 0,8 |
| Ruggell      | Inscrits : 1 224; Votants : 1 027; Participation : 83,9 % |                                 |        |      |     |
| Schellenberg |                                                           | Parti progressiste des citoyens | 2 153  | 42,9 | 0,8 |
| Schellenberg |                                                           | Union patriotique               | 1 574  | 31,4 | 0,6 |
| Schellenberg |                                                           | Les Indépendants                | 684    | 13,6 | 0,2 |
| Schellenberg |                                                           | Liste libre                     | 609    | 12,1 | 0,5 |
| Schellenberg | Inscrits : 612; Votants : 521; Participation : 85,1 %     |                                 |        |      |     |